# Most Jugorski
Most Jugorski (ros. Югорский мост) – most w Surgucie, w Rosji, nad rzeką Ob. Jest to najdłuższy most wantowy na Syberii. Most ma długość 2110 m i posiada jeden wysoki pylon. Jego centralne przęsło ma długość 408 m i jest jednym z najdłuższych jedno pylonowych mostów wantowych. Most został otwarty we wrześniu 2000 roku.